# Canto (monumento)
Canto es un monumento obra del maestro Hugo Zapata, ubicado en el Aeropuerto Internacional Alfonso Bonilla Aragón de la ciudad de Palmira, Valle del Cauca, Colombia. La escultura resultó ganadora del concurso "Buscamos un monumento emblemático para el aeropuerto Alfonso Bonilla Aragón" organizado por la Cámara Colombiana de Infraestructura.

## Historia
En 2016, y aprovechando el proceso de modernización del aeropuerto, que incluyó la construcción de una terminal nueva para vuelos internacionales, la Cámara Colombiana de Infraestructura lanzó un concurso para dotar al aeropuerto de un monumento. El monumento ganador tendría que representar la idiosincrasia del Valle del Cauca, así como también su geografía, y en general, tener el potencial de convertirse en un emblema de la región. El concurso estuvo abierto hasta el 25 de enero de 2018, del mismo se preseleccionaron 8 obras finalistas.
Se realizó una votación pública para que las personas eligieran su obra preferida, resultando ganadora la escultura El árbol de los sueños del artista Luis Guillermo Vallejo Vargas, pero el jurado seleccionó la obra de Zapata obedeciendo a criterios artísticos. La construcción de la obra culminó el 30 de abril de 2017 y se inauguró durante un evento de la Cámara Colombiana de Infraestructura.

## Galería

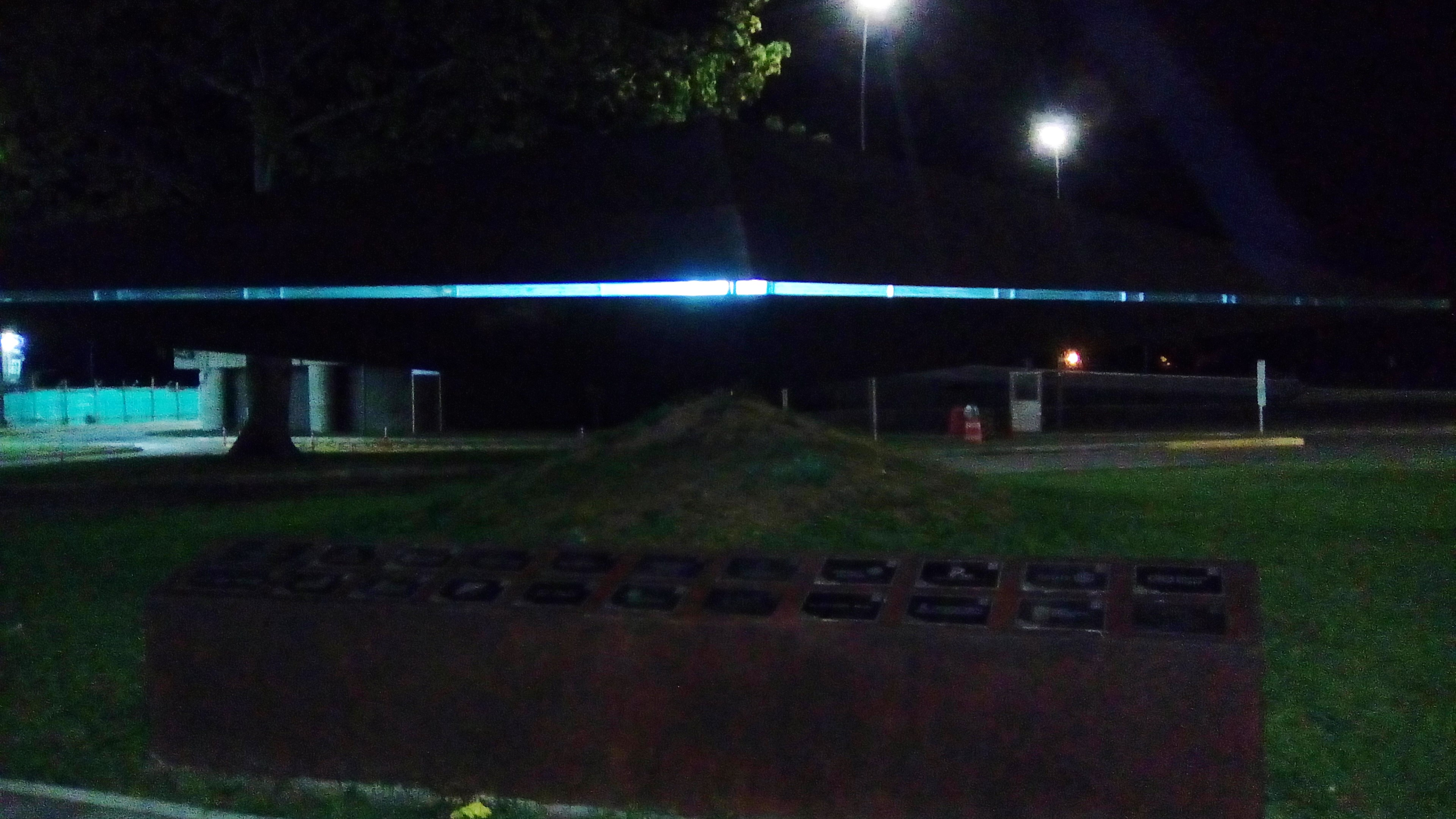
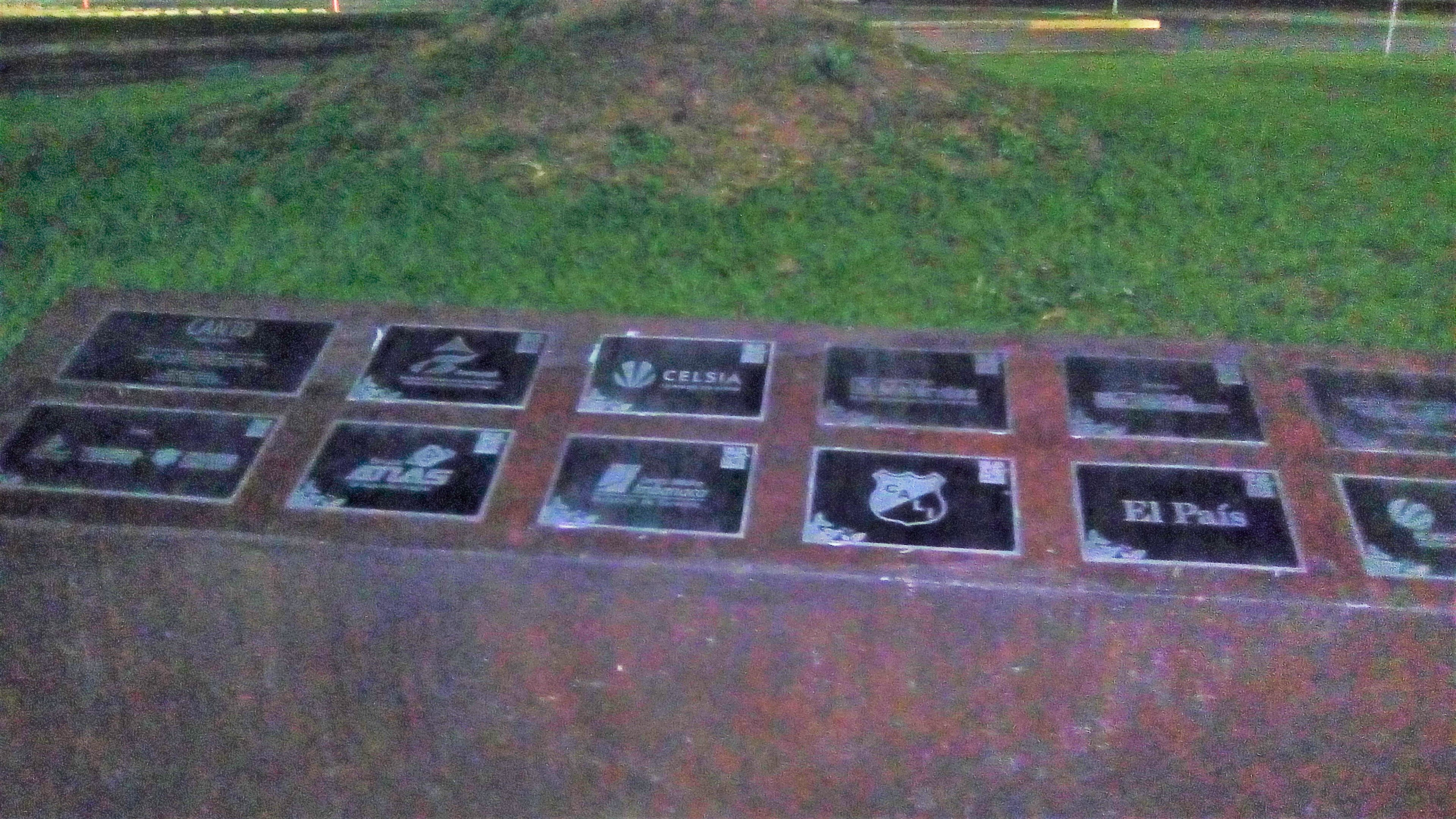
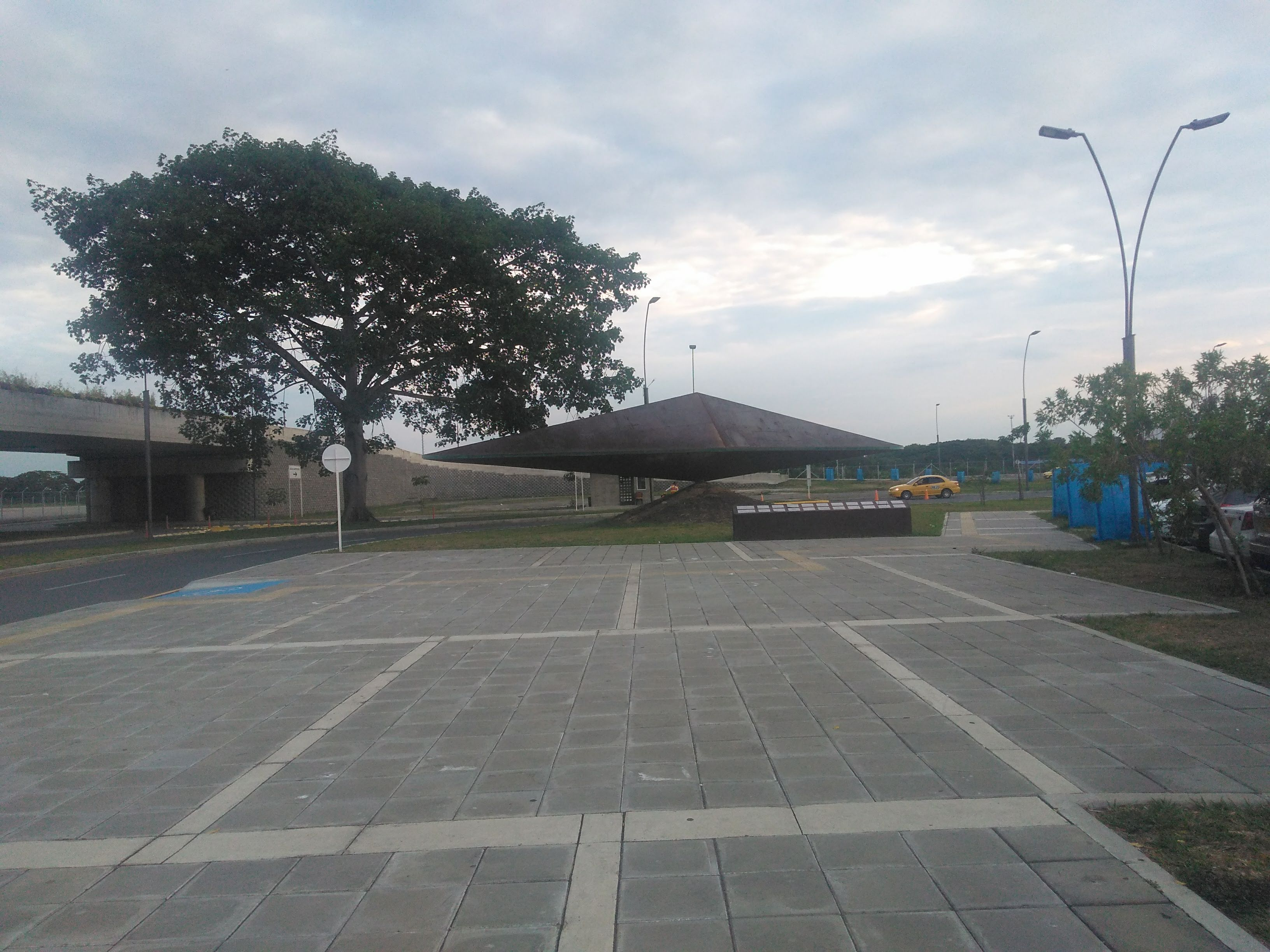
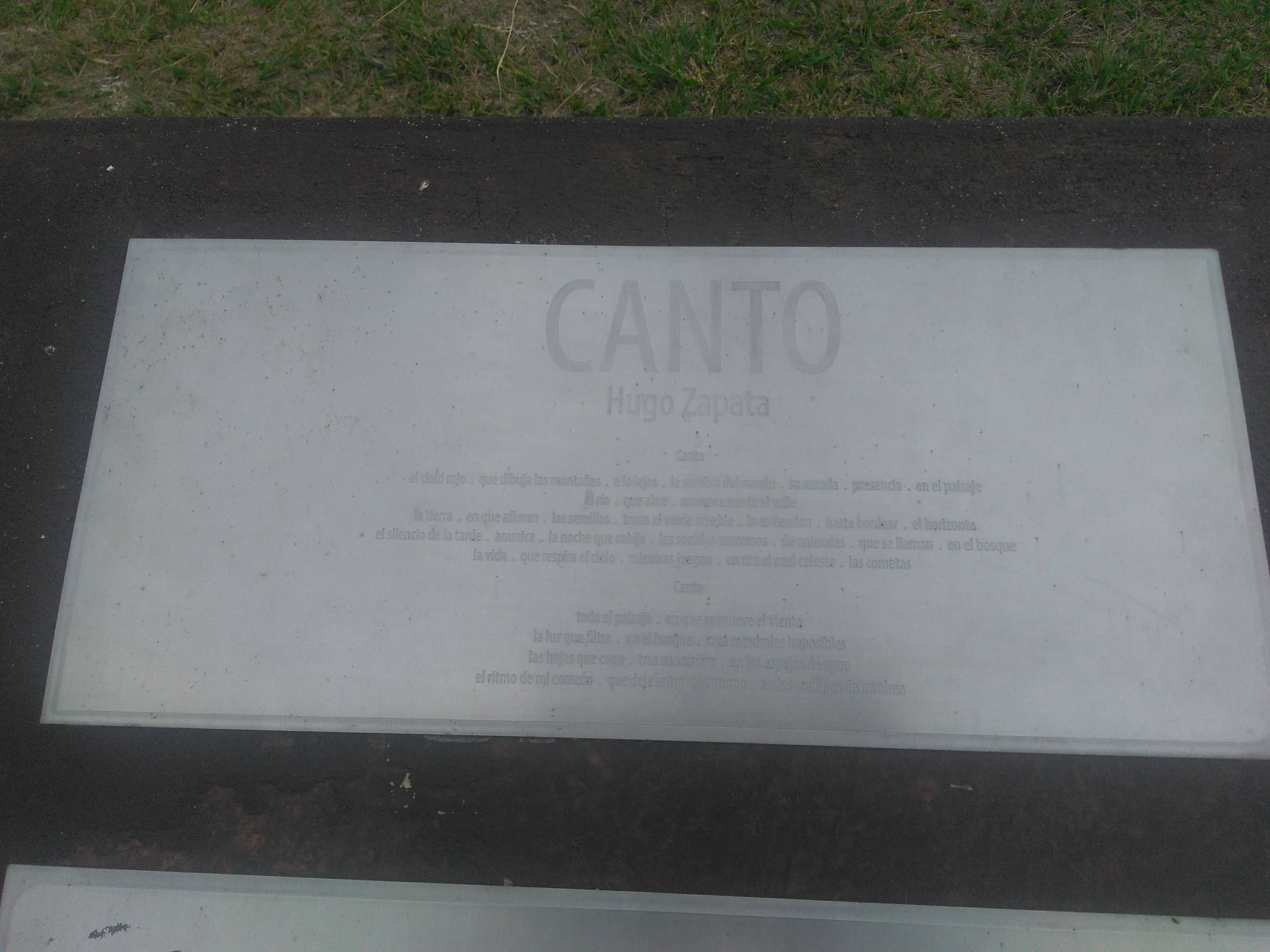
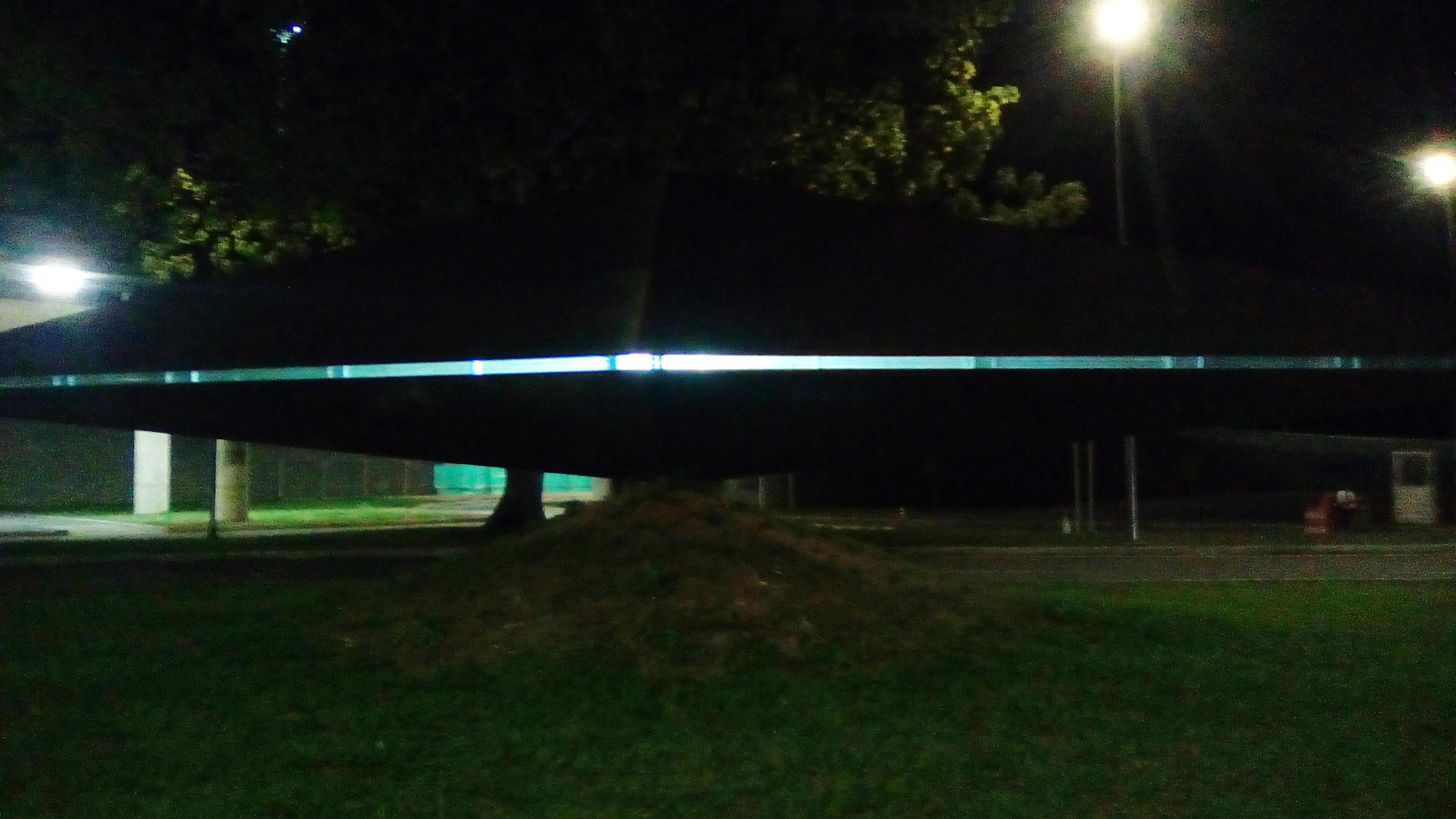
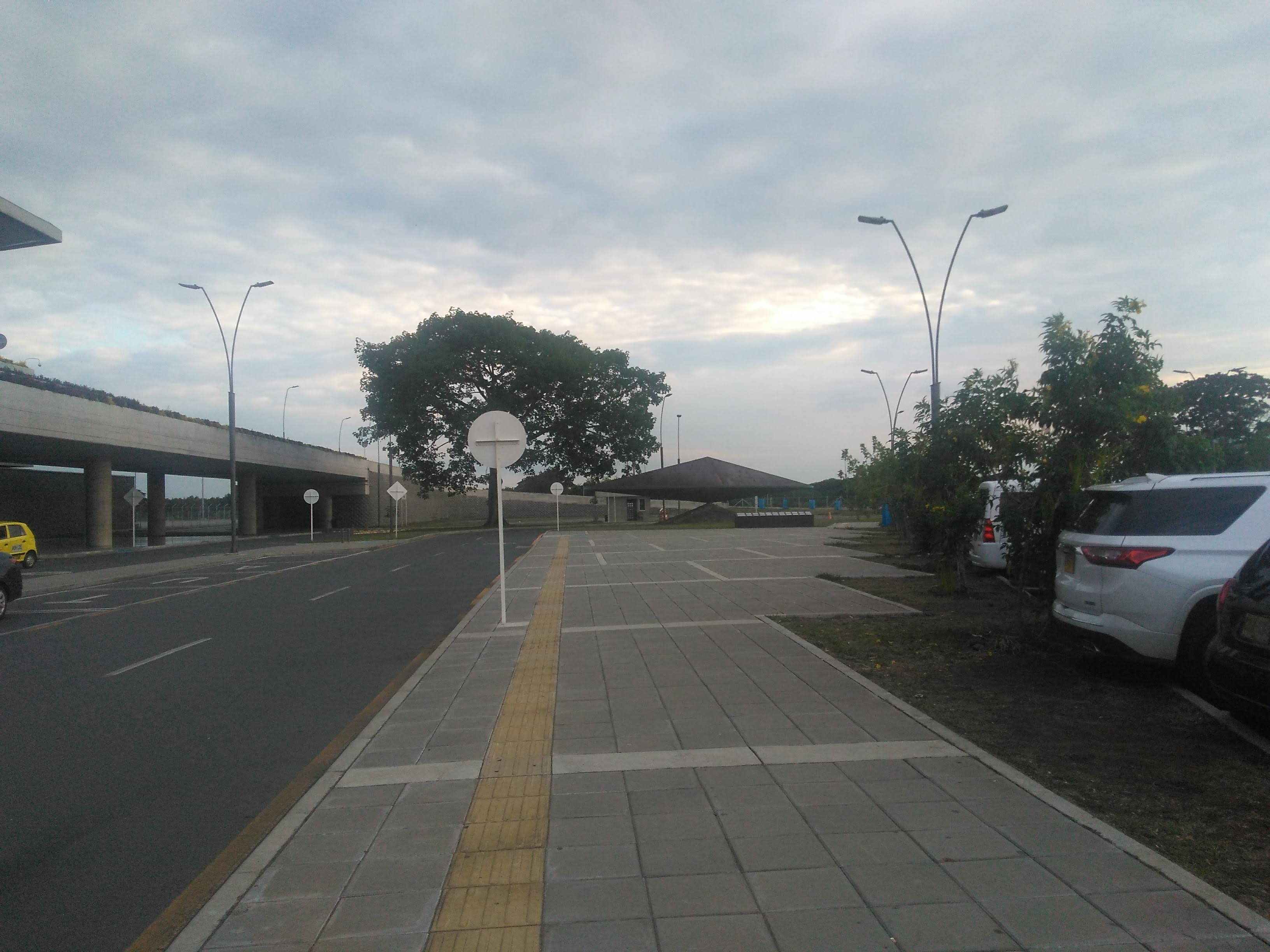